# Charata Airport
Charata Airport är en flygplats i Argentina.   Den ligger i provinsen Chaco, i den norra delen av landet, 900 km norr om huvudstaden Buenos Aires. Charata Airport ligger 99 meter över havet.
Terrängen runt Charata Airport är mycket platt. Närmaste större samhälle är Charata, 2,2 km öster om Charata Airport.
Trakten runt Charata Airport består till största delen av jordbruksmark. Runt Charata Airport är det ganska glesbefolkat, med 22 invånare per kvadratkilometer.